# Avatr 07
Avatr 07 – elektryczny i hybrydowy samochód osobowy typu SUV klasy średniej produkowany pod chińską marką Avatr od 2024 roku.

## Historia i opis modelu

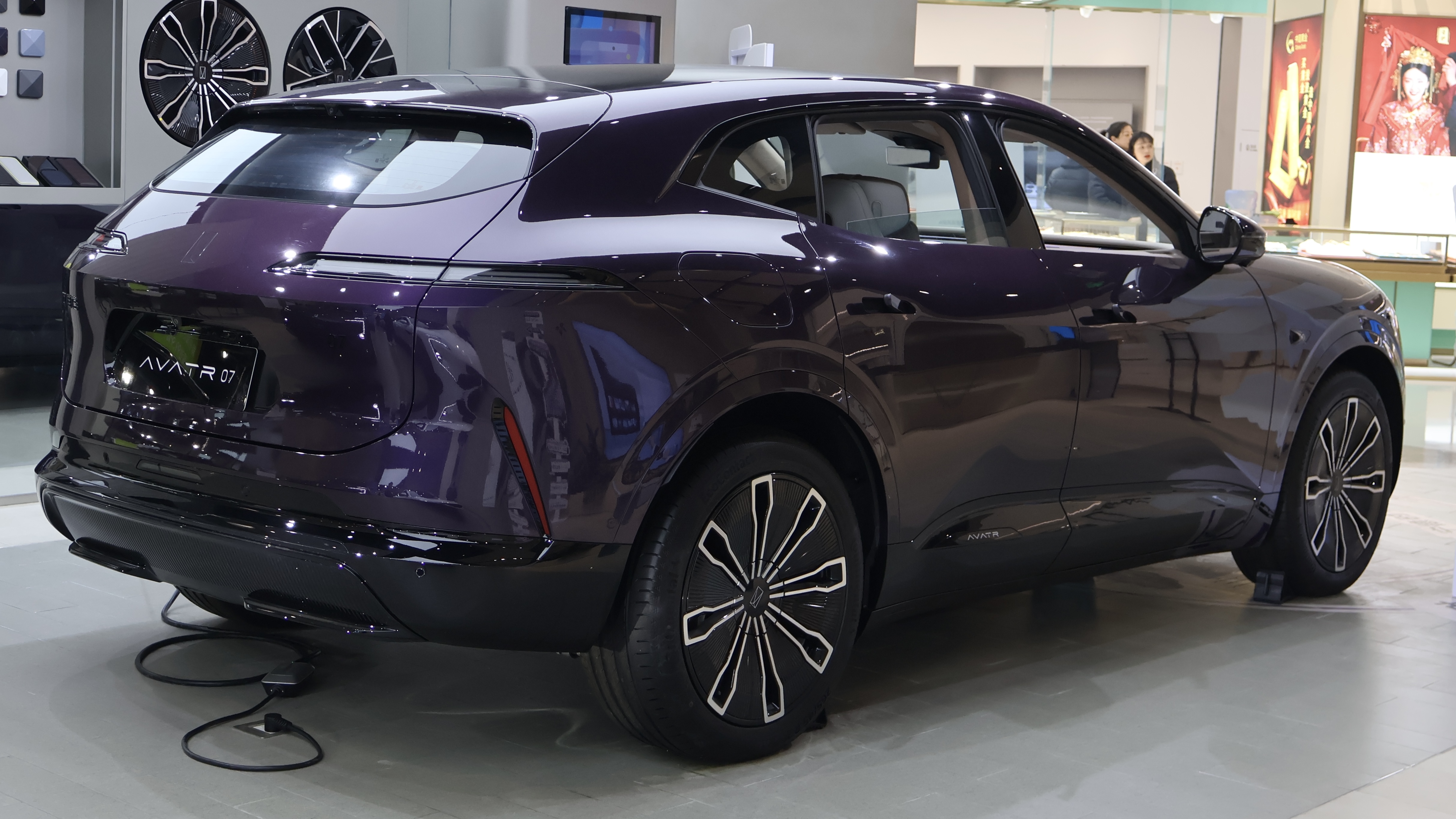
Avatr 07 - tył

Pod koniec maja 2024 przedstawione zostały pierwsze oficjalne informacje na temat trzeciego modelu w gamie chińskiej firmy Avatr Technology. Przyjął on powstać średniej wielkości SUV-a 07, który pod kątem wizualnym przyjął postać inaczej stylizowanej wariacji na temat modelu 11, zyskując jednakże inną platformę i układ napędowy dzieloną z sedanem Avatr 06. Współdzieląc z nim charakterystyczny, masywny pas przedni z dużymi reflektorami w technologii LED, Avatr 07 odróżnił się bardziej foremnym tyłem i ściętą pionowo klapą bagażnika.
Avatr 07 wyposażony został w kokpit o identycznym projekcie co osobowy model 12. Wysoko poprowadzony tunel z dwoma miejscami do indykcyjnego ładowania telefonów zbiegł się z kokpitem zdominowanym przez dotykowy ekran systemu multimedialnego i dodatkowy, pociągnięty wzdłuż szyby czołowej wąski pas m.in. ze wskazaniami prędkościomierza. Wąska kierownica w kształcie sześciokątu została spłaszczon u dołu i góry.
Podobnie jak inne modele marki Avatr, samochód został wyposażony w rozbudowany system półautonomicznej jazdy Qiankun ADS 3.0 dostarczony przez partnera przedsięwzięcia, koncern Huawei. Wewnątrz Avatra 07 zastosowano z kolei rozbudowany system multimedialny od tej samej firmy, Harmony OS 4.0. Ponadto, samochód opcjonalnie zyskał boczne kamery zastępujące tradycyjne lusterka, przedstawiając obraz na wąskim pasie wyświetlaczy przy krawędzi szyby czołowej.

### Sprzedaż
Avatr 07 powstał głównie z myślą o wewnętrznym rynku chińskim, trafiając tam do sprzedaży pół roku po debiucie jako topowy, największy model w ówczesnej gamie chińskiego producenta. Dostawy pierwszych egzemplarzy do nabywców rozpoczęły się na przełomie września i października 2024 roku, z najtańszym wariantem elektrycznym wycenionym na 229 tysięcy juanów i 219 tysięcy juanów za odmianę hybrydową.

### Dane techniczne
W przeciwieństwie do dwóch pierwszych modeli marki Avatr, SUV 07 powstał zarówno z myślą o napędzie elektrycznym, jak i dodatkowo także hybrydowym. Ta pierwsza wersja zyskała wariant z jednym silnikiem o mocy 338 KM lub dwoma silnikami o łącznej mocy 590 KM. Wersja spalinowo-elektryczna została z kolei wyposażona w 310-konny silnik elektryczny i 1,5-litrową jednostkę spalinową, a także baterię 39 kWh pozwalającą na przejechanie do 188 kilometrów w trybie czysto elektrycznym.